# Pietro Ciriaci
Pietro Ciriaci (Roma, 2 de diciembre de 1885-Roma, 30 de diciembre de 1966) fue un cardenal y arzobispo católico italiano.

## Biografía
Nacido en Roma el 2 de diciembre de 1885 y cuyos padres fueron Giuseppe Ciriaci y Maria Giuggiolini Magnaterra. La familia emigró a Roma desde las Marcas en los años inmediatamente sucesivos a la anexión al Reino de Italia. En 1902 entró en el Pontificio Seminario Romano Mayor donde se licenció en filosofía el 5 de julio de 1904, en teología el 6 de julio de 1909 y en derecho el 8 de noviembre de 1911.
Ricibió la ordenación sacerdotal el 3 de diciembre de 1909. Inicialmente fue nombrado capellán de la Basílica de San Lorenzo en Dámaso y sucesivamente como vicepárroco en la Iglesia de San Rocco siempre en Roma. En los años siguientes volvió al Pontificio Seminario Romano Mayor como profesor de filosofía. Al mismo tiempo, desarrolló su carrera en los despachos de la Curia romana: en 1911 fue nombrado escritor y luego registrador en la Penitenciaría apostólica; en 1913 se convirtió en ayudante de estudio en la Congregación para el Concilio; desde 1917 desempeñó un papel menor en la Secretería de Estado, en la primera sección de los Asuntos eclesiásticos extraordinarios, de la cual se convirtió en subsecretario en 1921.
El 15 de febrero de 1928 fue elegido Arzobispo titular de Tarso y nuncio apostólico en Checoslovaquia. Fue consagrado el 18 de marzo del mismo año por el cardenal Pietro Gasparri. El 19 de enero de 1934 fue nombrado nuncio en Portugal. El Papa Pío XII lo elevó al rango de cardenal en el consistorio del 12 de enero de 1953 con el título de Santa Práxedes, cambiado el 26 de septiembre de 1964 al de San Lorenzo en Lucina.
El 20 de marzo de 1954 fue nombrado prefecto de la Congregación para el Concilio. Participó en el Cónclave de 1958 que eligió a Juan XXIII y en el Cónclave de 1963 que eligió a Pablo VI. Participó activamente en los trabajos del Concilio Vaticano II (1962-1965), como presidente de la Comisión Preparatoria para la Disciplina del Clero y del Pueblo Cristiano. Presidió la comisión cardenalicia para la Revisión Legislativa. Murió el 30 de diciembre de 1966 a la edad de 81 años. Fue sepultado en la Basílica de San Lorenzo in Lucina.

## Otros proyectos
- Wikimedia Commons alberga una categoría multimedia sobre Pietro Ciriaci.